# Comuna Kupîșce, Korosten
Kupîșce (în ucraineană Купищенська сільська рада) este o comună în raionul Korosten, regiunea Jîtomîr, Ucraina, formată din satele Jabce, Kupîșce (reședința) și Velen.

## Demografie
Componența lingvistică a comunei Kupîșce
     Ucraineană (98,56%)
     Rusă (1,33%)
     Alte limbi (0,11%)
Conform recensământului din 2001, majoritatea populației comunei Kupîșce era vorbitoare de ucraineană (98,56%), existând în minoritate și vorbitori de rusă (1,33%).